# Precious・delicious
「precious・delicious」（プレシャス・デリシャス）は1997年3月31日にソニー・ミュージックレコーズから発売された知念里奈の2枚目のシングル。

## 解説
ハウス食品「フルーツインゼリー」CMソング（本人出演）。
第39回日本レコード大賞（1997年）最優秀新人賞受賞曲。
ミュージック・ビデオが2種類制作。そのうちのひとつ「new clip version」が1stビデオ・クリップ集『Plain VIDEO CLIPS』に収録。
本作をもって、久保こーじプロデュースを終了。

## 収録曲
全作詞：前田たかひろ　全作曲・編曲：久保こーじ
Mixed by Jon Gass
1. precious・delicious
2. kiraini nattayo
3. precious・delicious （Backing Track）

## 収録アルバム

### precious・delicious
- オムニバス『MAX JAPAN 4』（1997年11月12日）
- オリジナル『Growing』（1998年6月10日）※Solid Mix
- ベスト『Passage 〜Best Collection〜』（2000年3月23日）
- ベスト『Rina Chinen 20th Anniversary 〜Singles & My Favorites〜』（2017年2月8日）